# جوریناتس (سویلایناتس)
جوریناتس (به صربی: Đurinac) یک منطقهٔ مسکونی در صربستان است که در سویلایناتس واقع شده‌است. جوریناتس ۳۰۹ نفر جمعیت دارد.